# A legkiválóbb festők, szobrászok és építészek élete
A legkiválóbb olasz építészek, festők és szobrászok élete korabeli művészek életrajzainak sorozata, amelyet Giorgio Vasari arezzói festő és építész írt a 16. században. Gyakran egyszerűen Le Vite címen hivatkoznak rá. Vasari értekezését 1550-ben adta ki Torrentini Firenzében, és rendkívüli sikert aratott, ami arra késztette a szerzőt, hogy szerkesszen egy második, jelentősen bővített és átdolgozott kiadást, amelyet 1568-ban adott ki a Giunti család ugyanott.
Ez az első szerves művészettörténeti könyv, a középkor és a reneszánsz kora közötti művészekről szóló életrajzi információk gyakran egyedülálló forrása, valamint a később szétszóródott műalkotásokról szóló információk, az elveszett vagy megsemmisült műalkotások gyűjteménye. A szenvedélyes és aprólékos szerző néha túlzott irodalmi hangsúlyt fektetett a művészet fejlődésének és a művészek közötti kapcsolatok nyomon követésére. A Vasari szövegével kapcsolatos későbbi tanulmányok (beleértve Gaetano Milanesi 1848-as skrupulózus írását is) azonban korlátozták a hamisnak bizonyult hibákat és információk azonosítását (gyakran a múlt sok történészét megtévesztő hiszékenység miatt), a mű teljes értéke visszaállításában. A 19. századig nemcsak a művészeti kérdések megítélését befolyásolta, de ma is lényeges és sokat idézett bibliográfiai hivatkozási alap.

## Történelmi összefüggés
Paolo Giovio Uomini illustri című művében a művészek életrajzának nem kielégítő volta késztette Vasarit arra, hogy megírja a művészek életének gyűjteményét, amely az általa jól megismert anyag szabályai szerint íródott.
Vasari művét először 1550-ben, Firenzében adta ki Lorenzo Torrentino, I. Cosimo de’ Medici nagyhercegnek ajánlva, két kötetre és három részre osztva, a különböző művészetekben alkalmazott technikai módszerek érvényes kezelését alkalmazva.
A második, kibővített és frissített kiadást 1568-ban ismét Firenzében Giunti nyomtatta ki három kötetben, a bemutatott művészek vésett portréival illusztrálva: amelyeket néha több forrásból is újraalkottak, de soha nem a semmiből „találták ki”. amint azt az üresen hagyott helyük bizonyít); nem mindegyik megbízható, de gyakran csak ez az egyetlen bizonyítéka a múlt számos művészének (különösen a korábbi művészeknek), amelyek gyakran elveszett műalkotásokról származnak.
Vasari volt az első itáliai művészettörténész, az első művészi életrajzok szerzője, aki a ma is érvényes enciklopédikus műfaj szerint dolgozott. Az életrajzok egymásutánjaként felépített művészettudományi szemlélet a 19. század végi, 20. század első felének „iskolai” szemléletéig lényegében változatlan volt. Vasari követői például Giovanni Paolo Lomazzo, Karel van Mander, Filippo Baldinucci, Joachim von Sandrart és Antonio Palomino voltak.
Vasari volt az, aki megalkotta a ma is konszolidált kifejezéseket, mint például a reneszánsz, gótika vagy a „modern modor”.

## Tartalma
A Le Vite a középkor és a reneszánsz számos fontos itáliai művész életrajzának gyűjteménye, amelyet gyakran klasszikus hivatkozásként használnak nevük különböző írásmódjaihoz: mint Paolo Uccello (Paolo Doni), Benozzo Gozzoli (Benozzo di Lese) vagy Piero della Francesca (Piero de' Franceschi).
A Vasari által írt életrajzok általában nemzedékének és az őt közvetlenül megelőző festőkről megbízhatóak, a tőle időben távolabb álló művészeké kevésbé. A modern kritikusok az új információknak és kutatásoknak köszönhetően számos tulajdonítását és dátumát kijavították. A mű azonban ma is klasszikus marad, a kortárs kritikai kutatásokkal kiegészítve.
Vasari esztétikai megítélése néhány kivételtől eltekintve nagyon pontos és éles, munkája ma is figyelembe veendő. Sikerült a művek keletkezésének idejéhez igazodó mércék alapján ítéletet hoznia: például soha nem rótta fel a gótikus szerzőknek az érzékelhető merevséget vagy a térbeli mélység hiányát, ahogyan azt már a későbbi fejlemények megkövetelnék.
Korának sok történészéhez hasonlóan Vasari is hibázott a túlzott buzgóság miatt, és életrajzaiba beépített botrányokkal és pletykákkal kapcsolatos történeteket, valamint a hiszékenységet, és szóbeli forrásokat adott jónak ítélve, évszázadokkal a tények után, amelyek sem igazolhatató, sem ellenőrizhetetlen makrohibákhoz vezetett (például Andrea del Castagno által valószínűtlen Domenico Veneziano meggyilkolása), amelyek részben hiteltelenítették Vasari munkásságát a modern kritika szemében. A legtöbb anekdota, bár úgy írják le, hogy valóban megtörtént, inkább a képzelet eredménye, pusztán irodalmi kitaláció. Valójában némelyik általános történet, például az, amely szerint a fiatal Giotto legyet festett Cimabue festményére, amelyet az idős mester többször is megpróbálta elhessenteni, hiába. Valójában a történet az Idősebb Plinius Apellész görög festőről írt anekdotájában már szerepel. Máskor Vasari alaposan dokumentálta magát, átkutatta az archívumokat és a ritka forrásokat az őt megelőző művészeti tényekre (Ghiberti kommentárjai, Antonio Billi könyve, Anonimo Magliabechiano): például Michelangelo Domenico Ghirlandaióhoz való tanítványságának bizonyítására (a tényt önként kizárta Ascanio Condivi Buonarroti által átdolgozott életrajzából), Ridolfo del Ghirlandaio, a mester fia műhelyébe ment, ahol megtalálta a nagyon fiatal Buonarrotinak folyósított kifizetések nyomait.
Vasari egy 42 oldalas önéletrajzot mellékelt a Le Vite végén, és további részleteket írt hozzá magáról és családjáról Lazzaro Vasari és Francesco Salviati életében. Műve szerkesztése során felhasználta az olasz művészek több mint ötszáz rajzából álló személyes, rendkívüli gyűjteményét, amely halála után szétszóródott, és Giorgio Vasari rajzkönyveként ismert.

### Firenze központú szöveg
Vasari Arezzóból származott, és Firenze hercegének, I. Cosimo de’ Medicinek a szolgálatában állt. Munkájának egyik hibája minden bizonnyal az, hogy túlzottan hangsúlyozta a toszkán, és különösen a firenzei művészek szerepét a művészettörténet fejlődésében. Valójában hajlamos volt nekik tulajdonítani a reneszánsz művészet összes új felfedezését, például a metszet feltalálását. Néha dicsérte a nem toszkán művészeket, de igazolhatatlan firenzei tanítványságot tulajdonított nekik, mint például a Veronese Pisanello esetében, aki Andrea del Castagno tanítványaként állított be.
A velencei művészetet különösen figyelmen kívül hagyta az első kiadásban, és csak egy velencei útja után szentelt neki nagyobb figyelmet (végül Tizianót is beemelte a művészek közé), anélkül azonban, hogy megőrizte volna kellően objektív nézőpontját. Ar „rajz elsőbbségét” a firenzeieknek tartotta fenn, míg a „szín elsőbbségét” a velenceieknek, ez egy nagyon éles megkülönböztetés, amelyet ma is figyelembe vesznek, jóllehet megfelelően kalibrálva.
Még kevésbé vették figyelembe a 19. századig jelentős feledésbe merült többi festészeti irányzatot. lombardok, emiliaiak, marcheiek, rómaiak, nápolyiak, szicíliaiak stb. rendszeresen alábecsüli, ha nem is teljesen figyelmen kívül hagyja. Vasari művészi víziójában minden a firenzei Cimabuéval kezdődött, amely elsőként szakította meg az „ügyetlen, durva” görög modor láncait, és a firenzei Michelangelóval, a magasztos zsenivel ért véget, aki minden tudományágban kimagasló volt, és aki visszahozta őket. az ókor dicsőségére, még a klasszikus világ mitikus alkotóit is felülmúlva.
Az alábbi lista a könyvnek az 1568-as második kiadásból („Giuntina" kiadás) levezetett sorrendjét és felosztását veszi figyelembe. Egyes esetekben egyes rövid életrajzok beépülnek más művészek fejezeteibe, vagy egyetlen külön fejezetben egyesülnek.

### Első rész
- Dedikáció I. Cosimo de’ Medicinek 1550-ben
- Dedikáció I. Cosimo de' Medicinek 1568. január 9-én
- Előszó a teljes műhöz
- Bevezetés a három rajzművészetbe: 35 fejezet az építészet, a szobrászat és a festészet technikai vonatkozásairól és referenciaszövegeiről
- Giovambattista Adriani levele Vasarihoz a legkiválóbb ókori festészet-, bronz- és márványművészek nevéről és munkáiról
- Az Életek előszava

### Második rész(31 cím)
- Cimabue
- Arnolfo di Cambio Bonannóval
- Nicola Pisano
- Giovanni Pisano
- Andrea Tafi
- Gaddo Gaddi
- Margaritone
- Giotto és Puccio Capanna
- Agostino és Agnolo
- Stefano Fiorentino és Ugolino
- Pietro Lorenzetti (Pietro Laurati)
- Andrea Pisano
- Buonamico Buffalmacco
- Ambrogio Lorenzetti (Ambruogio Lorenzetti)
- Pietro Cavallini
- Simone Martini Lippo Memmivel
- Taddeo Gaddi
- Andrea Orcagna (Andrea di Cione)
- Tommaso Fiorentino (Giottino)
- Giovanni da Ponte
- Agnolo Gaddi Cennino Cenninivel
- Berna Sanese
- Duccio di Buoninsegna
- Antonio Viniziano
- Jacopo del Casentino
- Spinello Aretino
- Gherardo Starnina
- Lippo és Lippo di Dalmasio
- Lorenzo Monaco
- Taddeo Bartoli
- Lorenzo di Bicci, Bicci di Lorenzo és Neri di Bicci

### Harmadik rész(59 cím)
- Jacopo della Quercia
- Niccolò Aretino
- Dello Delli
- Nanni di Banco
- Luca, Andrea és Girolamo della Robbia
- Paolo Uccello
- Lorenzo Ghiberti
- Masolino da Panicale és Paolo Schiavo
- Parri Spinelli
- Masaccio
- Filippo Brunelleschi
- Donatello
- Michelozzo Michelozzi Pagno di Lapo Portigianival
- Antonio Filarete és Simone Ghini Bernardo Ciuffagnival
- Giuliano da Maiano
- Piero della Francesca
- Beato Angelico Zanobi Strozzival, Domenico di Michelinóval és Attavantéval
- Leon Battista Alberti
- Lazzaro Vasari
- Antonello da Messina
- Alesso Baldovinetti
- Vellano da Padova (Bartolomeo Bellano)
- Fra Filippo Lippi, Fra Diamante és Jacopo del Sellaio
- Paolo Romano, Maestro Mino és Chimenti Camicia Baccio Pontellival
- Andrea del Castagno és Domenico Veneziano
- Gentile da Fabriano és Vittore Pisanello
- Pesello és Francesco Peselli
- Benozzo Gozzoli, Melozzo da Forlì és Zanobi Machiavelli
- Francesco di Giorgio és Vecchietta (Lorenzo di Pietro)
- Galasso Galassi és Cosmè Tura
- Antonio és Bernardo Rossellino
- Desiderio da Settignano
- Mino da Fiesole
- Lorenzo Costa és Ludovico Mazzolino
- Ercole Ferrarese
- Jacopo, Giovanni, Gentile Bellini, Benedetto Coda, Jacopo da Montagnana és Nicolò Rondinelli
- Cosimo Rosselli
- Il Cecca (Francesco di Giovanni)
- Don Bartolomeo abate di San Clemente
- Gherardo miniatore
- Domenico, Benedetto, David Ghirlandaio és Sebastiano Mainardi
- Antonio és Piero Pollaiuolo Maso Finiguerrával
- Sandro Botticelli
- Benedetto da Maiano
- Andrea del Verrocchio, Agnolo di Polo, Francesco di Simone, Benedetto és Santi Buglioni
- Andrea Mantegna, Francesco Squarcione, Dario da Treviso, Marco Zoppo, Lorenzo da Lendinara és Nicolò Pizzolo
- Filippino Lippi és Alonso Berruguete
- Bernardino Pinturicchio, Nicolò Alunno és Gerino da Pistoia
- Francesco Francia és Caradosso
- Pietro Perugino Francesco Bacchiaccával, Rocco Zoppo, Domenico di Paris, Eusebio da San Giorgio és Andrea Aloigi detto l'Ingegno
- Vittore Carpaccio, Stefano da Verona, Altichiero, Jacopo Avanzi, Jacobello del Fiore, Guariento (chiamato Guerriero da Vasari), Giusto de' Menabuoi, Vincenzo Foppa (bresciai Vincenzio), Vincenzo Catena, Cima da Conegliano, Alvise Vivarini, Marco Basaiti, Bartolomeo Vivarini; Giovanni di Niccolò Mansueti, Vittore Belliniano, Bartolomeo Montagna, Benedetto Diana, Giovanni Buonconsiglio, Simone Bianco, Tullio Lombardo, Vincenzo Civerchio, Girolamo Romanino, Alessandro Bonvicino detto il Moretto, Francesco Bonsignori, Giovan Francesco Caroto és Francesco Torbido detto il Moro
- Iacopo Torni detto l'Indaco és Francesco Torni
- Luca Signorelli és Tommaso Bernabei detto il Papacello

### Negyedik rész(51 cím)
- Leonardo da Vinci, Gian Giacomo Caprotti, Giovanni Antonio Boltraffio és Marco d'Oggiono
- Giorgione
- Antonio da Correggio Andrea Solarival (vagy Solario, Andrea del Gobbo)
- Piero di Cosimo
- Donato Bramante (Bramante da Urbino)
- Fra Bartolomeo di San Marco
- Mariotto Albertinelli
- Raffaellino del Garbo
- Pietro Torrigiani (Torrigiano)
- Giuliano da Sangallo és Antonio da Sangallo il Vecchio
- Raffaello Sanzio
- Guglielmo da Marsiglia
- Simone del Pollaiolo (il Cronaca)
- Davide és Benedetto Ghirlandaio
- Domenico Puligo
- Andrea da Fiesole és altri fiesolani
- Vincenzo da San Gimignano és Timoteo da Urbino
- Andrea Sansovino (Andrea dal Monte Sansovino)
- Benedetto da Rovezzano
- Baccio da Montelupo és Raffaello da Montelupo (apa és fia)
- Lorenzo di Credi
- Boccaccio Boccaccino (Boccaccino Cremonese)
- Lorenzetto
- Baldassarre Peruzzi
- Giovan Francesco, il Fattore és Pellegrino da Modena
- Andrea del Sarto, Andrea Sguazzella, Pier Francesco Foschi, Iacopino del Conte
- Properzia de’ Rossi, Amico Aspertini, Plautilla Nelli, Lucrezia Quistelli, Sofonisba Anguissola és Alessandro Allori
- Alfonso Lombardi
- Michelagnolo da Siena
- Girolamo Santacroce
- Dosso és Battista Dossi (a Dossi fivérek)
- Giovanni Antonio Licino, il "Pordenone"
- Giovanni Antonio Sogliani
- Girolamo da Treviso (Girolamo Da Trevigi)
- Polidoro da Caravaggio és Maturino da Firenze (Maturino Fiorentino)
- Rosso Fiorentino
- Bartolomeo Ramenghi (Bartolomeo da Bagnacavallo)
- Marco Calabrese
- Morto da Feltre
- Franciabigio
- Francesco Mazzola (il Parmigianino)
- Jacopo Palma il Vecchio (Il Palma) és Lorenzo Lotto
- Fra Iocondo és Liberale da Verona
- Francesco Bonsignori (Francesco Monsignori)
- Falconetto
- Francesco és Girolamo dai Libri
- Francesco Granacci
- Baccio d’Agnolo
- Valerio Vicentino, Giovanni da Castel Bolognese és Matteo dal Nasaro Veronese

### Ötödik rész(29 cím)
- Marcantonio Bolognese
- Antonio da Sangallo
- Giulio Romano
- Sebastiano del Piombo (Sebastiano Viniziano)
- Perino Del Vaga
- Giovann'Antonio Lappoli
- Niccolò Soggi
- Niccolò detto il Tribolo
- Pierino da Vinci
- Domenico Beccafumi
- Baccio Bandinelli
- Giuliano Bugiardini
- Cristofano Gherardi
- Jacopo da Pontormo
- Simone Mosca és Francesco Mosca (Il Moschino)
- Girolamo, Bartolomeo Genga és Giovanbatista San Marino
- Michele Sanmicheli, Paolo Veronese (Paulino) és Paolo Farinati
- Giovannantonio detto il Soddoma da Verzelli
- Bastiano detto Aristotile da San Gallo
- Benedetto Garofalo, Girolamo da Carpi, Bramantino és Bernardino Gatti detto il Soiaro
- Ridolfo, David és Benedetto Ghirlandaio
- Giovanni da Udine
- Battista Franco, Jacopo Tintoretto és Andrea Schiavone
- Francesco Rustici
- Fra' Giovann'Agnolo Montorsoli
- Francesco detto de' Salviati és Giuseppe Porta
- Daniello Ricciarelli da Volterra
- Taddeo Zucchero Federico Zuccarival

### Hatodik rész(8 cím - összesen 178)
- Michelangelo Buonarroti, Tiberio Calcagni és Marcello Venusti
- Francesco Primaticcio, Giovanni Battista Ramenghi (ifj. Bagnacavallo), Prospero Fontana, Nicolò dell'Abate, Domenico del Barbieri, Lorenzo Sabatini, Pellegrino Tibaldi, Luca Longhi, Livio Agresti, Marco Marchetti, Giovanni Boscoli és Bartolomeo Passarotti
- Tiziano Vecellio, Jacopo Bassano, Giovanni Maria Verdizotti, Johannes Stephan van Calcar (Giovanni fiammingo) e Paris Bordon
- Iacopo Sansovino, Andrea Palladio, Alessandro Vittoria, Bartolomeo Ammannati és Danese Cattaneo
- Lione Aretino (Leone Leoni), Giovanni Giacomo Della Porta, Guglielmo Della Porta és Galeazzo Alessi
- Giulio Clovio
- Itáliai kézművesek: Girolamo Siciolante da Sermoneta, Marcello Venusti, Iacopino del Conte, Dono Doni, Cesare Nebbia és Niccolò Circignani detto il Pomarancio
- Agnolo Bronzino, Raffaellino del Colle, Benedetto Pagni da Pescia, Alessandro Allori, Giovanni Maria Butteri, Cristofano dell'Altissimo, Stefano Pieri, Giovanni Stradano, Santi di Tito, Benvenuto Cellini, Francesco da Sangallo, Andrea Calamech, Giovanni Battista Fiammeri, Vincenzo de' Rossi, Francesco Camilliani, Stoldo Lorenzi rajzakadámikusokkal
- Giorgio Vasari

## Hatása

### Szerencse a munkához
Vasari Le Vitéje háromszoros hatást gyakorolt: először példaként szolgált a kortárs és a későbbi életrajzírók és művészettörténészek számára, majd a reneszánszról alkotott elképzelésére, valamint Firenze és Róma szerepére ebben a folyamatban, végül elsődleges forrásként, amelyből információkat meríthetnek a korai olasz művészek életéről és munkáiról.
A Le Vitét számos nyelvre lefordították, köztük angolra, franciára, németre és hollandra .
A Le Vite elindította a művészéletrajzok műfaját. A legtöbb 17. századi életrajzírót gyakran nemzetük „vasari”-jának becézték. A hollandiai Karel van Mander volt valószínűleg az első vasariánus szerző, 1604-ben megjelent Het Schilderboeckjével (A festészet könyve), amely a holland festők életrajzainak első teljes listája. Joachim von Sandrart (1606–1688), a Deutsche Akademie szerzője a „német Vasari” becenevet kapta.
Antonio Palomino viszont a „spanyol Vasari” néven is ismert Képi Múzeum és Optikai Skála három kötete miatt (1715–1724), az első kettő a képi technikákról szól, a harmadik pedig a fő spanyolok életének szentelt. az úgynevezett Siglo de Oro művészei. Angliában William Aglionby 1685-ös Painting Illustrated című festménye nagyrészt Vasari munkáin alapult.
Itáliában újrakezdte és ideális esetben folytatta Vasari, a firenzei Filippo Baldinucci munkáját, aki kiadta a Notizie de' professori del disegno da Cimabue in qua… című művét 1681-ben.

## Fordítás
- Ez a szócikk részben vagy egészben  a   Le vite de' più eccellenti pittori, scultori e architettori című olasz Wikipédia-szócikk ezen változatának fordításán alapul.  Az eredeti cikk szerkesztőit annak laptörténete sorolja fel. Ez a jelzés csupán a megfogalmazás eredetét és a szerzői jogokat jelzi, nem szolgál a cikkben szereplő információk forrásmegjelöléseként.

## Bibliográfia
- La vita delle «Vite» vasariane. Profilo storico di due edizioni. Firenze: Leo S. Olschki editore (2005). ISBN 88-222-5475-9